# Estación Tetlán
Tetlán es la primera estación de la Línea 2 del Tren Ligero de Guadalajara en sentido oriente a poniente, así como décima y última en sentido opuesto.
Debe su nombre a la colonia homónima en la cual se encuentra. La estación conecta con el eje Mercedes - Celis. Debido a su situación como terminal, se crearon parabuses norte-sur en las afueras de la estación para conectar con las rutas de transporte que conectan con la nueva central de autobuses de Guadalajara. Cercanos a la estación se encuentran los talleres de mantenimiento para todo el sistema, en los límites municipales de Guadalajara y Tonalá. También a pocos metros se encuentra el parque de la Solidaridad Iberoamericana.
Su logotipo representa el islote de piedra que aparece en el Escudo Nacional de México. Además Tetlán es una palabra de origen náhuatl que significa "lugar de piedra". 
La estación brinda servicio a las colonias; Aldama Tetlán, Insurgentes, Basilio Badillo, La Pila, entre otras.

## Puntos de interés
- Parque General Luis Quintanar (antes Parque de la Solidaridad Iberoamericana).
- Iglesia de la Purísima Concepción.
- Mercado del Campesino.
- Academia de Policías.
- Jardín de Niños Marcelino Velasco Robles.